# Jüdischer Friedhof (Drmoul)

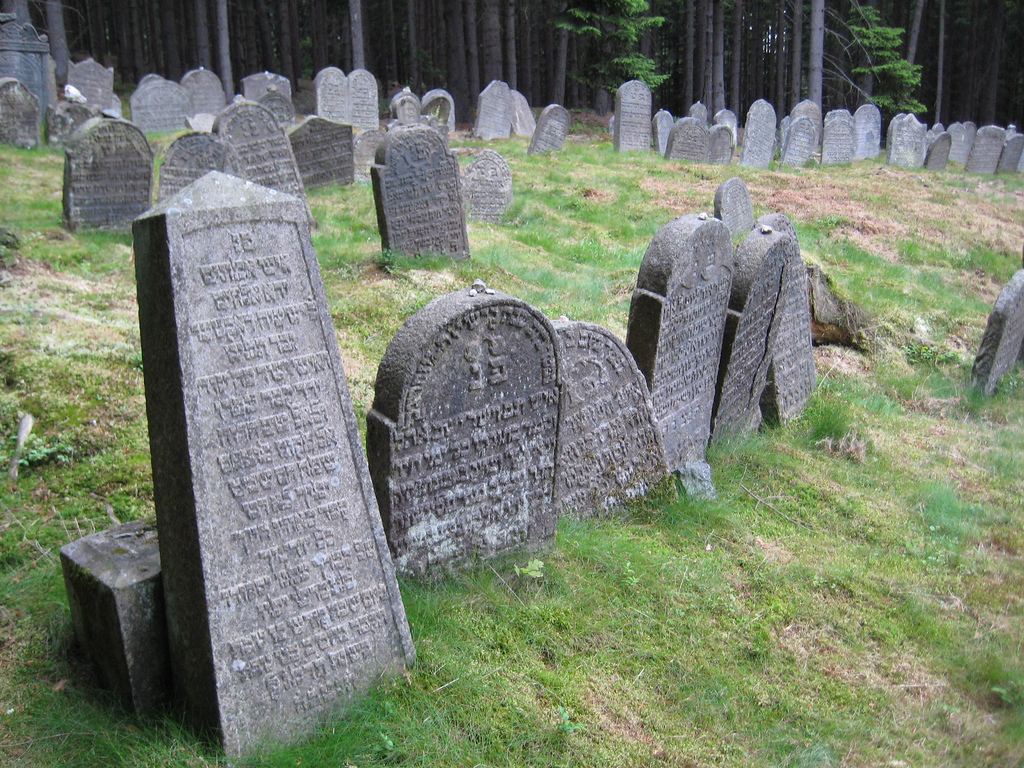
Jüdischer Friedhof in Drmoul

Der Jüdische Friedhof Drmoul ist ein jüdischer Friedhof in der tschechischen Gemeinde Drmoul (deutsch Dürrmaul) im Okres Cheb in Karlovarský kraj (Region Karlsbad). Auf dem Waldfriedhof stehen barocke und klassizistische Grabsteine aus Granit.
Die ältesten vorhandenen Grabsteine stammen aus dem Jahr 1683.